# Lockheed CL-1200 Lancer
Lockheed CL-1200 Lancer là một đề xuất cải tiến F-104 Starfighter do Lockheed thực hiện với kinh phí của hãng. Nó được dành cho thị trường xuất khẩu và là đối thủ trực tiếp với Northrop F-5E Tiger II, Dassault Mirage F1, Northrop YF-17 và McDonnell Douglas F-4F Phantom. Lockheed hi vọng tận dụng kinh nghiệm sản xuất F-104 mình và sự phong phú của các linh kiện sẽ giảm thiểu chi phó bằng cách tái sử dụng dây chuyền đã có. Lockheed cũng tiếp tục hi vọng vào CL-1200. Theo kế hoạch thì CL-1200 được giao hàng bắt đầu vào năm 1972.
Vay mượn nhiều từ thiết kế của F-104, nhưng CL-1200 lại có cánh đặt cao, tăng sải cánh, cánh đuôi đặt thấp hơn là lớn hơn. Những thay đổi đó giúp máy bay cải thiện hiệu năng. CL1200-1 được lắp phiên bản nâng cấp của động cơ General Electric J79, biến thể CL1200-2 lắp động cơ tuabin quạt trong Pratt & Whitney TF-30.
CL-1200-1 được đưa vào tham gia một cuộc cạnh tranh cho thị trường máy bay tiêm kích quốc tế, nhưng khi Northrop F-5 giành chiến thắng vào tháng 11/1970 thì thị trường chính cho CL-1200 đã mất, đề án bị chấm dứt khi chưa có mẫu thử nào được chế tạo.
X-27 là tên định danh thử nghiệm do USAF đặt cho một máy bay nghiên cứu đề xuất bắt nguồn từ đề án CL-1200 Lancer. X-27 đã thử nghiệm các thiết bị và công nghệ tiên tiến. Nhưng một lần nữa, đề án X-27 lại bị chấm dứt.
CL-1200-2 (đôi khi còn gọi là CL-1600) là một phát triển đề xuất cho X-27 trong cuộc cạnh tranh máy bay tiêm kích hạng nhẹ năm 1972. CL-1200-2 một lần nữa lại bị đánh bại do các thiết kế của General Dynamics và Northrop sau này hình thành nên YF-16 và YF-17. Thiết kế tương tự như X-27 nhưng có cánh ngang đuôi khác và lối dẫn khí thiết kế khác.
Một biến thể đề xuất khác cho Hải quân Hoa Kỳ có tên định danh là CL-1400 hay CL-1400N. Nó dựa trên khung thân phía trước, lối dẫn khí và cánh của CL-1200-2 với khung thân sau của X-27.

## Tính năng kỹ chiến thuật (CL-1200-2 / X-27)
Dữ liệu lấy từ  NB: These are estimated figures given by Lockheed as neither type flew.

### Đặc điểm riêng
- Tổ lái: 1
- Chiều dài: 57 ft 3 in / 53 ft 2 in (17,45 / 16,2 m)
- Sải cánh: 29 ft 2 in / 28 ft 7 in (8,89 / 8,7 m)
- Chiều cao: 17 ft 2 in / 16 ft 2 in (5,23 / 4,9 m)
- Diện tích cánh: 300 ft² (28 m²)
- Trọng lượng rỗng: 17.885 / 17.250 lb (8.112/ 7.800 kg)
- Trọng lượng có tải: 24.385 / 32.500 lb (11.061 / 16.000 kg)
- Trọng lượng cất cánh tối đa: 35.000 lb (15.900 kg)
- Động cơ: 1 động cơ tuabin quạt trong Pratt & Whitney TF30-P-100, lực đẩy 15.000 lbf (66,7 kN), đốt tăng lực 25.000 lbf (111,2 kN)

### Hiệu suất bay
- Vận tốc cực đại: 1.477 / 1.260 kn trên độ cao 35.000 ft (Mach 2,57 / 2,19) (1.700 / 1.450 mph, 2.720 / 2.330 km/h)
- Bán kính chiến đấu: 367 hải lý với tải trọng bom 4.000 lb (8.800 kg)
- Tầm bay: 1.836 hải lý (420 / 2.100 mi, 680 / 3.400 km)
- Trần bay: 60.000 ft (>18.300 m)
- Vận tốc lên cao: 60.000 ft/phút (300 m/s)

### Vũ khí
- Chỉ trang bị cho CL-1200-2:
  - 1 pháo General Electric M61 Vulcan 20 mm với 725 viên đạn
  - 1 pháo DEFA với 400 viên đạn
  - Tải trọng vũ khí khác lên tới 12.000 lb (5.450 kg)

### Máy bay có cùng sự phát triển
- F-104 Starfighter

### Máy báy có tính năng tương đương
- Dassault Mirage F1